# Tikrít
Tikrít (arabsky: تكريت) je irácké město na řece Tigris asi 140 km severozápadně od Bagdádu. Jde o hlavní město guvernorátu Anbár. V roce 2002 zde žilo 260 000 lidí. Město je administrativním centrem provincie Saladdín.

## Historie

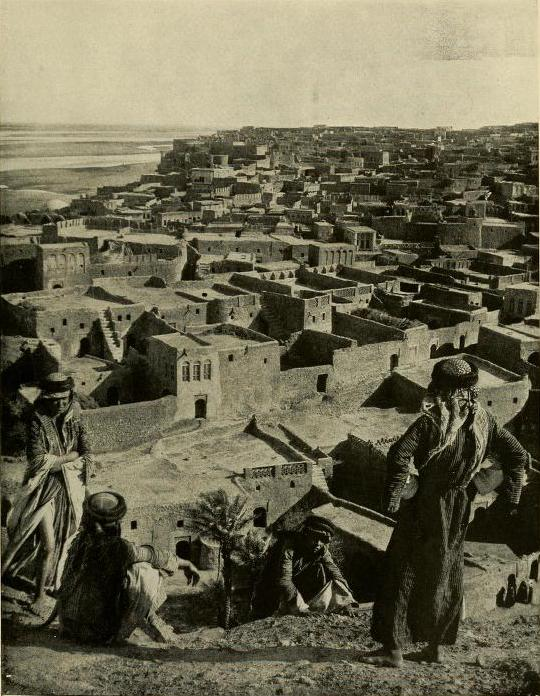
Tikrit kolem roku 1914

Nejstarší osídlení je doloženo archeologickými nálezy z Mezopotámie. doby bronzové. . V roce 615 př. n. l. se zde usadili uprchlíci, kteří odešli z Babylónie za krále Nabopolasara. Tikrit bývá ztotožněn s helénským městem Birtha, o němž psal ve 2. století  našeho letopočtu zeměpisec a kartograf Klaudios Ptolemaios.   Podle arabských dějepisců město založil perský král Šápůr I. z dynastie Sásánovcl ve 2. čtvrtině 3. století.  
Etymologie názvu bývá odvozena ze jména zdejší křesťanské ženy  Takrit bint Wail.  Křesťanská komunita zde byla již ve 4. století centrem jakobitů, jejich biskupským sídlem. Poprvé byla ohrožena vpádem islámských Arabů v roce 637, podruhé od roku 1155.   
V raném středověku zde byla pevnost, ve které se narodil Saladin.  V závěru 14. století město zcela zpustošil Tamerlán, vyvradil obyvatelstvo tak, že až do 19. století zde nežilo více než 4000 až 5000 obyvatel. V 16. století se Tikrít stal osmanským sídlem a zůstal jím až do roku 1917, kdy jej Britové dobyli během první světové války. Po skončení světové války se Tikrít stal součástí britského mandátu Mezopotámie, než získal svou samostatnost v republice Irák.  
Po invazi armády Spojených států amerických, dobytí Bagdádu a obsazení prezidentského paláce  v roce 2003 uprchl Saddám Husajn do Tikrítu a ukrýval se zde a v okolí, než byl v roce 2006 dopaden a zavražděn.  

### Boje s Islámským státem
Islámský stát v Iráku zahájil útok na Tikrit 29. března 2011. Útok zabil 65 lidí a zranil dalších 100. Agentura Reuters tento útok považuje za jeden z nejhorších v roce 2011.
11. června 2014, během severoirácké ofenzivy převzal Islámský stát kontrolu nad městem. O několik hodin později se Irácká armáda pokusila převzít město zpátky, což vyústilo v tvrdé boje. 12. července IS popravil nejméně 1566 kadetů Iráckého letectva na základně Speicher. V té době tam bylo až 11 000 neozbrojených kadetů. Irácká vláda z tohoto masakru obvinila jak IS, tak politickou stranu vládnoucí v regionu. V červenci 2014 se vládní jednotky z Tikritu stáhly. 5. září 2014 militanti z IS zničili asyrský kostel, postavený roku 700 n. l.
V březnu 2015, Irácká armáda a polovojenské jednotky zahájily operaci, jejímž cílem je znovu převzít Tikrit.
31. března 2015 Irácká armáda dobyla město zpět.

## Podnebí
| Tikrit – podnebí                            | Tikrit – podnebí | Tikrit – podnebí | Tikrit – podnebí | Tikrit – podnebí | Tikrit – podnebí | Tikrit – podnebí | Tikrit – podnebí | Tikrit – podnebí | Tikrit – podnebí | Tikrit – podnebí | Tikrit – podnebí | Tikrit – podnebí | Tikrit – podnebí |
| Období                                      | leden            | únor             | březen           | duben            | květen           | červen           | červenec         | srpen            | září             | říjen            | listopad         | prosinec         | rok              |
| ------------------------------------------- | ---------------- | ---------------- | ---------------- | ---------------- | ---------------- | ---------------- | ---------------- | ---------------- | ---------------- | ---------------- | ---------------- | ---------------- | ---------------- |
| Průměrné denní maximum [°C]                 | 14,3             | 17,2             | 21,4             | 27,6             | 35               | 40,6             | 43,6             | 43,2             | 39,4             | 32,7             | 23,6             | 16,5             | 29,6             |
| Průměrná teplota [°C]                       | 9,1              | 11,3             | 15,1             | 20,6             | 26,9             | 31,9             | 34,6             | 34,2             | 30,3             | 24,3             | 16,7             | 10,9             | 22,2             |
| Průměrné denní minimum [°C]                 | 4                | 5,5              | 8,8              | 13,6             | 18,9             | 23,2             | 25,8             | 25,3             | 21,5             | 15,9             | 9,9              | 5,3              | 14,8             |
| Průměrné srážky [mm]                        | 28               | 29               | 30               | 20               | 7                | 0                | 0                | 0                | 0                | 5                | 24               | 37               | 180              |
| Zdroj: climate-data.org, SunMap 22. 2. 2012 |                  |                  |                  |                  |                  |                  |                  |                  |                  |                  |                  |                  |                  |

## Doprava

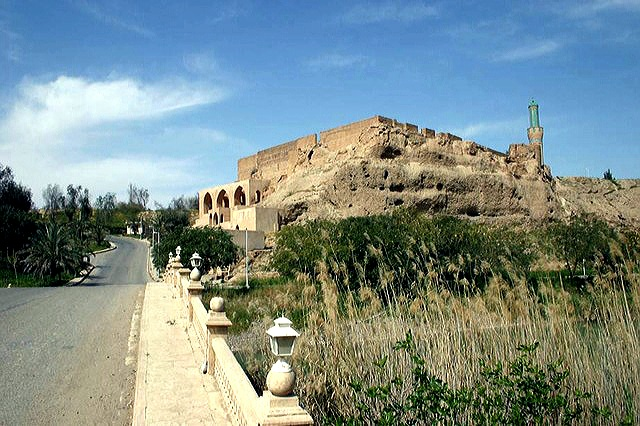
Ruiny Zeleného kostela

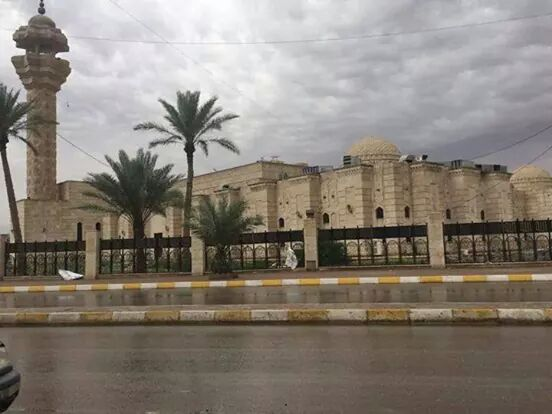
Budova univerzity a mešita

Město má tři letiště. 

## Památky
- Zelený kostel syrské ortodoxní církve, byl postaven na skále a ve skále kolem roku 700 n. l.,  založil jej svatý Marotha bin Habib Al-Syriyi Al-Tikrit- Až do zničení v roce 2014 byl jedním z nejstarších křesťanských chrámů na Středním Východě.
- Mešita
- Vodní palác Saddáma Hussajna - sestává ze tří objektů, jeden obývala Saddámova matka, další jeho synové; název "vodní" je odvozen od soustavy vodních ploch uvnitř areálu.

## Kultura
- Tikritské muzeum - bylo poničeno během války v Iráku v roce 2003.

## Vzdělání
Tikritská univerzita byla založena roku 1987 a je jednou z největších univerzit v Iráku.

## Sport
Tikritský stadion je víceúčelový areál, nejvíce používaný pro fotbalové zápasy. Slouží jako domácí stadion fotbalovému týmu Salah ad Din FC. Vejde se do něj 10 000 lidí.

## Slavní rodáci
- Saladin (12. století) - vojenský velitel
- Saddám Husajn (1937-2006) - irácký prezident, narodil se ve vsi Al-Awja 13 km jižně od Tikritu, před nástupem do úřadu užíval přídomek "al-Tikrití'
- Ahmad Hasan al-Bakr (1914-1982) - irácký voják, politik a Husajnův předchůdce  v prezidentské funkci.